# Krypton (element)

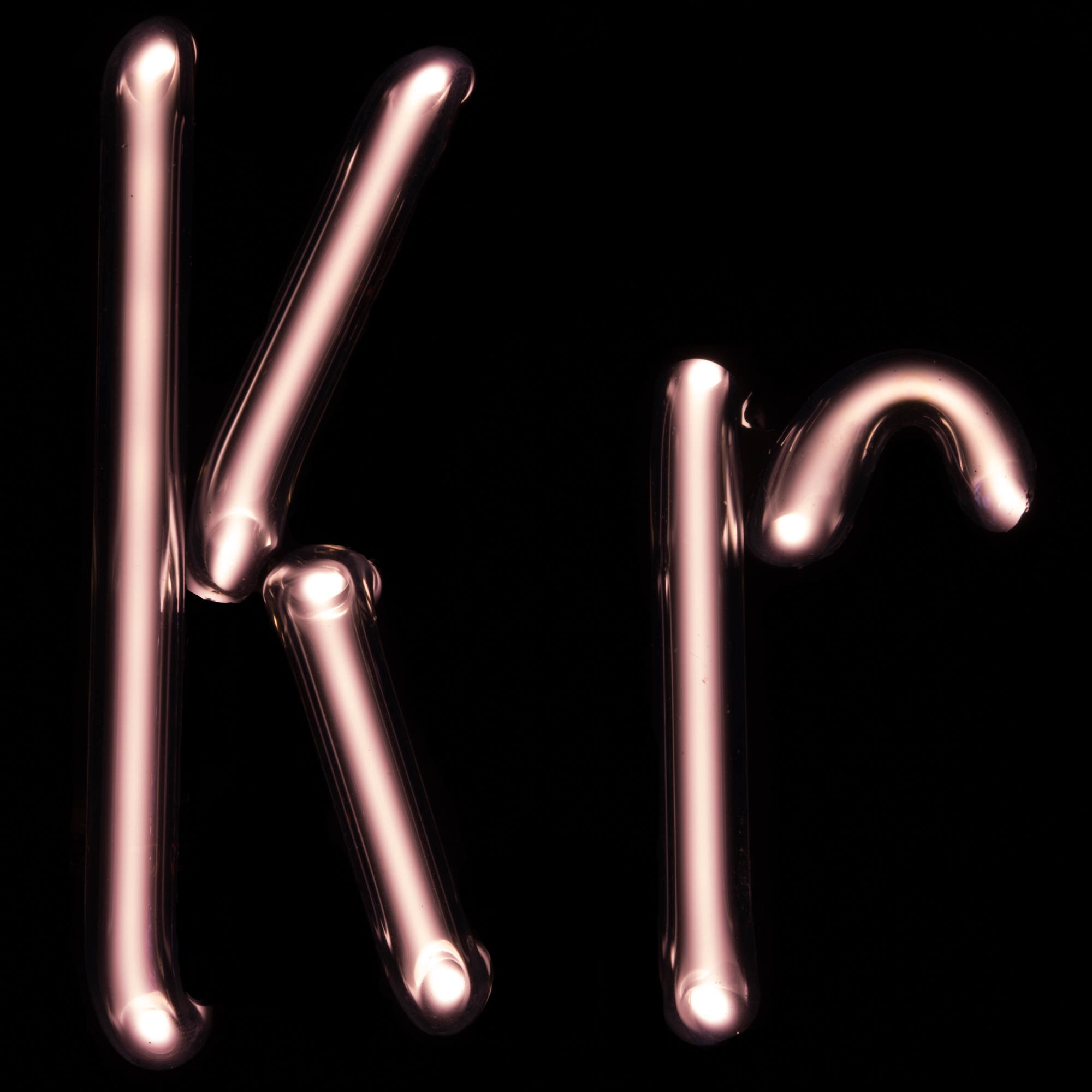
Gasontladingslamp gevuld met krypton.

Krypton is een scheikundig element met symbool Kr en atoomnummer 36. Het is een kleurloos edelgas.

## Ontdekking
In 1898 is krypton ontdekt door William Ramsay en Morris Travers.
Het bleef over bij de ontleding van vloeibare lucht na het verwijderen van water, zuurstof, stikstof, helium en argon. Een week later ontdekte het duo op dezelfde manier ook neon.
De naam krypton is afkomstig van het Griekse kryptos, wat verborgen betekent.

## Toepassingen
Krypton is duur (30 tot 65 dollar per liter) en in de meeste gevallen te vervangen door goedkopere edelgassen. Daarom wordt het slechts op zeer beperkte schaal industrieel toegepast. Enkele gebieden waar krypton wel wordt gebruikt zijn:
- In fotografische flitsers, speciaal bij hogesnelheidsfotografie.[1]
- In fluorescerende verlichting wordt soms een mengsel van argon en krypton toegepast. Krypton licht op, net als neon, wanneer het wordt toegepast in een gasontladingslamp. Het verschil is de kleur licht: neon licht oranjerood op; krypton bleek-paars.
- Als vulling voor geïsoleerd glas.
- Van 1960 tot 1983 is krypton gebruikt voor de definitie van de meter. Ter vervanging van de standaardmeter (legering van platina en iridium) in Parijs werd de standaardmeter vastgesteld aan de hand van de rood-oranje spectrumlijn van het krypton-86 isotoop.
- Kryptongas wordt in de medische wereld gebruikt in de nucleaire geneeskunde: het wordt gebruikt bij longscintigrafie. Hierbij ademt de patiënt het kryptongas via een mondstukje in, er kan vervolgens met een gammacamera een beeld worden verkregen van de ventilatie in de longen.
- Kryptongas kan als stuwstof voor een ionenmotor worden gebruikt. SpaceX’ eerste generatie Starlink-satellieten gebruiken krypton bij hun voortstuwing.

## Opmerkelijke eigenschappen
Krypton is een edelgas dat bekendstaat om de scherpe groene en oranjerode lijnen in het spectrum.

## Verschijning
In de aardse atmosfeer komt krypton voor in een concentratie van ongeveer 1 ppm. In de atmosfeer van Mars is die concentratie ongeveer 0,3 ppm. Krypton wordt uit de lucht gewonnen met behulp van fractionele destillatie. Hoewel krypton een edelgas is, lijkt het erop dat er toch verbindingen mogelijk zijn. Er zijn in het verleden al kleine hoeveelheden kryptondifluoride geproduceerd en er is melding gemaakt van de moleculaire ionen ArKr+, KrH+ en KrXe+.

## Isotopen
| Stabielste isotopen | Stabielste isotopen | Stabielste isotopen      | Stabielste isotopen      | Stabielste isotopen      | Stabielste isotopen      |
| Iso                 | RA (%)              | Halveringstijd           | VV                       | VE (MeV)                 | VP                       |
| ------------------- | ------------------- | ------------------------ | ------------------------ | ------------------------ | ------------------------ |
| 78Kr                | 0,35                | 2,0×1021 j               | 2β+                      | 1,626                    | 78Se                     |
| 79Kr                | syn                 | 35,04 h                  | β+                       | 3,574                    | 79Br                     |
| 80Kr                | 2,25                | stabiel met 44 neutronen | stabiel met 44 neutronen | stabiel met 44 neutronen | stabiel met 44 neutronen |
| 81Kr                | syn                 | 2,29×105 j               | EV                       | 0,281                    | 81Br                     |
| 82Kr                | 11,6                | stabiel met 46 neutronen | stabiel met 46 neutronen | stabiel met 46 neutronen | stabiel met 46 neutronen |
| 83Kr                | 11,5                | stabiel met 47 neutronen | stabiel met 47 neutronen | stabiel met 47 neutronen | stabiel met 47 neutronen |
| 84Kr                | 57,0                | stabiel met 48 neutronen | stabiel met 48 neutronen | stabiel met 48 neutronen | stabiel met 48 neutronen |
| 85Kr                | syn                 | 10,756 j                 | β−                       | 0,687                    | 85Rb                     |
| 86Kr                | 17,3                | stabiel met 50 neutronen | stabiel met 50 neutronen | stabiel met 50 neutronen | stabiel met 50 neutronen |

In de natuur komen zes stabiele isotopen van krypton voor. Daarnaast zijn er ongeveer 18 instabiele isotopen bekend waarvan alleen 78Kr in de natuur voorkomt.

## Toxicologie en veiligheid
Krypton is niet brandbaar en niet giftig, maar in hoge concentraties kan het verstikkend werken door verdringing van zuurstof.